# Викинг 2
Викинг 2 је била свемирска летелица, део Викинг програма агенције НАСА, коју су чинили орбитер и лендер у суштини идентични онима који су лансирани ка Марсу у склопу мисије Викинг 1. Викинг 2 лендер био је оперативан на површини црвене планете током 1.316 дана, од слетања 3. септембра 1976. до 11. априла 1980. године, када се искључио услед отказа батерија. Орбитер мисије Викинг 2 био је оперативан до 25. јула 1978. године, и током својих 706 орбита око планете снимио је и послао на Земљу скоро 16.000 фотографија.